# Ucarlı
Ucarlı è un comune dell'Azerbaigian situato nel distretto di Kürdəmir.